# The Dark (film 2018)
The Dark è un film horror austriaco del 2018, diretto e sceneggiato da Justin P. Lange.

## Trama
Il criminale Josef Hofer è in fuga dalla polizia ed è intenzionato a rifugiarsi in un bosco che si dice sia infestato da un mostro: durante il tragitto passa per una stazione di servizio, ritrovandosi costretto a ucciderne il proprietario poiché il telegiornale ha appena trasmesso notizie su di lui. Una volta nel bosco trova rifugio in una casa, tuttavia una strana figura incappucciata gli tende una trappola per poi ucciderlo orribilmente nel bosco. La figura incappucciata è Nina, una ragazzina che vive da anni allo stato brado nonché il mostro che ha ucciso tutti gli avventori del suo bosco da quando si dice sia infestato, per poi nutrirsene. Mentre cerca qualcosa di utile nel bagagliaio di Josef, Nina si imbatte in Alex, ragazzino rapito da Josef e dai suoi complici e al quale il criminale ha cavato via gli occhi.
Notando in lui i segni di un terribile abuso, Nina decide di risparmiarlo; a causa della cecità il bambino non capisce che la figura con cui ha a che fare non è Josef. La fuga del criminale con il bambino ha tuttavia attivato la polizia e squadre di ricerca di privati: all'arrivo di un poliziotto, Alex lo indirizza verso la casa dove crede ci sia Josef, consegnandolo dunque alla morte dal momento che Nina decide di aggredirlo per difendersi. A questo punto, Alex scopre dell'esistenza di Nina, la quale in un primo momento decide di non rivelargli della morte di Josef e di portarlo con sé nel bosco. Mentre i due iniziano a vivere insieme ed a maturare un legame sempre più forte, gli incubi notturni di Nina rivelano il suo passato: un tempo lei era una normale ragazzina appassionata di disegno, la cui madre tuttavia aveva poco riguardo per lei e non si faceva scrupoli di portare a casa degli uomini violenti.
Man mano che la vita di Alex e Nina prosegue, i due sono costretti a nascondersi nei boschi per via della presenza di volontari che cercano Alex, dei quali Nina naturalmente non ha fiducia. Mentre i due ragazzini si rifugiano in una grotta, Nina continua ad avere incubi sul suo passato: una notte la ragazzina venne violentata da un compagno della madre che, alla ribellione fisica della ragazza, provò ad ucciderla e ad occultarne il cadavere. Nina tuttavia non era morta e, una volta rientrata a casa e imbattutasi in sua madre disperata per la sua scomparsa, la uccise per punirla per non aver mai badato a lei. Al risveglio, Nina decide di accontentare la richiesta di Alex di trovare un telefonino: la ragazza aggredisce quindi i tre uomini che li stanno cercando, uccidendoli e rubando il telefonino a uno di loro. 
Alex telefona quindi a sua madre, ma non riesce a parlarle perché, seppur avendo capito che Josef è morto, teme ancora i suoi complici. Man mano che il rapporto che si stabilisce con Alex la riporta verso il voler vivere in maniera civile, Nina decide di arrivare alla casa più vicina e usare lei stessa un telefono per contattare la madre di Alex. Una volta arrivata in una casa, tuttavia, Nina si imbatte in Agnes, madre e moglie di alcuni degli uomini che ha recentemente ucciso: la donna è intenzionata ad uccidere lei con un fucile, tuttavia Alex interviene assassinando la stessa Agnes. A questo punto, per i due ragazzini è arrivato il momento di ritornare ad avere una vita normale: Alex cerca di ritornare a casa da sua madre, mentre Nina ritrova la fiducia nell'umanità e accetta un passaggio da parte di una sconosciuta che, dopo averla vista da sola per strada, si offre di portarla ovunque abbia bisogno.

## Produzione
Sebbene la produzione del film sia austriaca, The Dark è stato girato interamente in Canada.

## Distribuzione
Dopo essere stato presentato per la prima volta durante il Tribeca Film Festival nel 2018, il film è stato distribuito nei cinema statunitensi a partire dal 26 ottobre 2018.

## Accoglienza
Sull'aggregatore Rotten Tomatoes il film riceve l'89% delle recensioni professionali positive con un voto medio di 6,4 su 10 basato su 27 critiche, mentre su Metacritic ottiene un punteggio di 52 su 100 basato su 4 critiche.